# Теодозюв (Равський повіт)
Теодозюв (пол. Teodozjów) — село в Польщі, у гміні Біла-Равська Равського повіту Лодзинського воєводства.
Населення — 203 особи (2011).
У 1975-1998 роках село належало до Скерневицького воєводства.

## Демографія
Демографічна структура станом на 31 березня 2011 року:
|          | Загалом | Допрацездатний вік | Працездатний вік | Постпрацездатний вік |
| -------- | ------- | ------------------ | ---------------- | -------------------- |
| Чоловіки | 106     | 30                 | 63               | 13                   |
| Жінки    | 97      | 21                 | 55               | 21                   |
| Разом    | 203     | 51                 | 118              | 34                   |